# Нацо Кочев
Нацо Мазаров Кочев, известен като Нацо Банички, е български революционер, деец на Вътрешната македоно-одринска революционна организация.

## Биография
Кочев е роден в леринското село Баница, тогава в Османската империя, днес Веви, Гърция. Влиза във ВМОРО. В 1902 година е задържан, но успява да избяга от затвора и става нелегален четник е при Георги Сугарев. Взима участие в Илинденско-Преображенското въстание през лятото на 1903 година като войвода на четата от родното си село. След погрома на въстанието става районен войвода. Сражава се и с новопоявилите се чети на гръцката пропаганда.